# Leçon de conduite
Pour plus de détails, voir Fiche technique et Distribution.
Leçon de conduite est un film français réalisé par Gilles Grangier, sorti en 1946.

## Synopsis
Micheline est l'enfant d'une famille riche. jeune, jolie, paresseusse, elle se montre détestable en voulant accaparer les garçons amis d'autres filles. Jacques et ses amis décident de lui donner une leçon par un enlèvement simulé. Enlevée en voiture par Jacques et deux comparses, elle est séquestrée dans une maison isolée en lisière de forêt. Ses ravisseurs la gardent à tour de rôle, pour l'obliger aux besognes domestiques. Comédienne et manipulatrice, elle fait réaliser ces travaux par son gardien. Au village, deux gangsters Angelo et Fredo (en vacances !) enlèvent à leur tour la chipie. Jacques et ses amis complices sont forcés de la délivrer...

## Fiche technique
- Titre : Leçon de conduite
- Premier titre : Les caprices de Micheline
- Réalisation : Gilles Grangier
- Scénario, Adaptation : Gaston Modot et Georges Lacombe
- Dialogue et adaptation : Jean Halain
- Photographie : Philippe Agostini
- Musique : Jean Marion
- Décors : Paul-Louis Boutié
- Son : Charles Guirlinger
- Montage : Jean Sacha
- Production : P.A.C (Production Artistique et Cinématographique)
- Producteur : André Hunebelle
- Directeur de production : Paul Cadéac
- Distributeurs : U.F.P.C. (35mm), Éclair-Journal (16mm), puis Cinédis et Gaumont Columbia Tristar
- Pays :  France
- Format :  Noir et blanc - 35 mm - 1,37:1
- Genre : Comédie
- Durée : 82 minutes
- Dates de sortie en France : 
  - Présentation corporative : le 8 février 1946
  - Paris - 29 mai 1946
- Visa d'exploitation : 594
- Affiches : Jacques Bonneaud, Roger Rojac (France)

## Distribution
- Odette Joyeux : Micheline, une jeune fille riche et capricieuse
- André Alerme : M. Granval
- Gilbert Gil : Jacques, un jeune homme qui enlève Micheline pour lui donner une leçon de (bonne) conduite
- Renée Vos : Danielle, la sœur de Jacques
- Palmyre Levasseur : Une femme au bistrot
- Colette Ripert : Une jeune fille à la fête
- Maurice Baquet : Jean
- Yves Deniaud : Angelo
- Bernard Lajarrige : Roland
- Jean Tissier : Frédo
- Max Dalban : Mario
- Pierre Magnier : M. Deriancourt
- Max Révol : Alexandre
- Georges Chamarat : Le commandant
- Félix Claude : Gérard
- Pierre Ringel
- Georgette Tissier : Christiane
- Anne-Marie Hunebelle
- Raymonde Le Fontan
- Jacques Emmanuel : Pierre
- Jean-Pierre Méry : Bernard
- Le chien Rip, dressé par Niamor